# Rhede (Borken)
Rhede is een stad in de Duitse deelstaat Noordrijn-Westfalen, gelegen in de Kreis Borken. De stad telt 19.319 inwoners (31 december 2020) op een oppervlakte van 78,85 km².

## Plaatsen in de gemeente

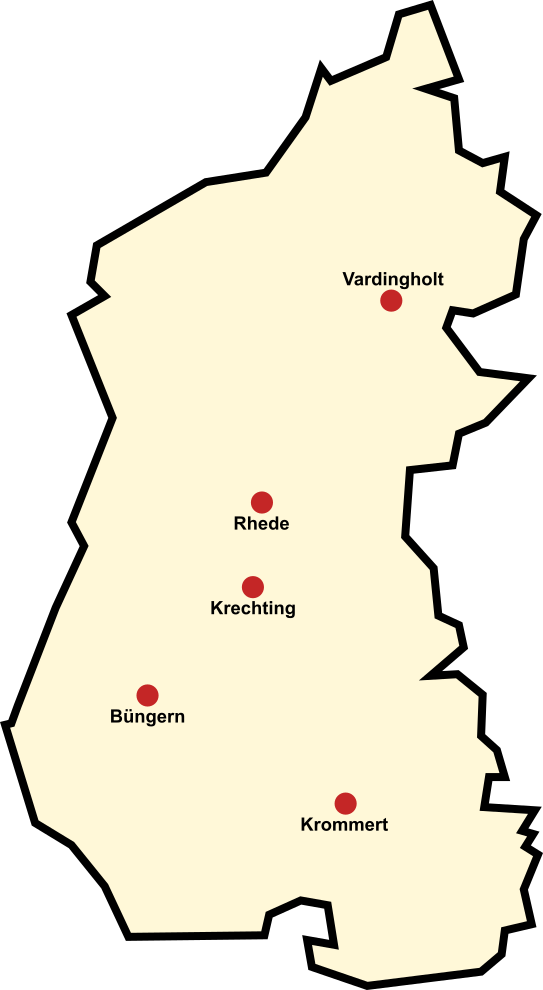
De Ortsteile  van Rhede

- Rhede (tot 1955 gesplitst in Rhede en Altrhede); ca. 13.300 inwoners[2]
- Vardingholt (ca. 3.000 inwoners)
- Krommert (ca. 700 inwoners)
- Krechting (260 inwoners)
- Büngern (ca. 1.900 inwoners)

In 1968 fuseerden de genoemde vijf gemeentes tot de huidige gemeente Rhede.

## Aangrenzende gemeenten
| Aangrenzende gemeenten | Aangrenzende gemeenten | Aangrenzende gemeenten | Aangrenzende gemeenten | Aangrenzende gemeenten |
| ---------------------- | ---------------------- | ---------------------- | ---------------------- | ---------------------- |
|                        |                        | Winterswijk (NL)       |                        |                        |
|                        |                        |                        |                        |                        |
| Bocholt                | Borken                 |                        |                        |                        |
|                        |                        |                        |                        |                        |
|                        |                        | Hamminkeln             |                        | Raesfeld               |

## Ligging, infrastructuur
Rhede heeft min of meer een voorstadfunctie voor het direct ten westen ervan gelegen Bocholt.
Via de B 67, die zuidelijk om de stad heen loopt,  kan men ondanks de forse afstand snel de Autobahnen A 31, ten NW van Reken, en de A 3, bij Isselburg, bereiken.
De stad ligt aan het in Nederland uitmondende, niet bevaarbare riviertje Aa-strang.
Rhede heeft geen spoorwegaansluiting. Er zijn frequente streekbusverbindingen met Bocholt en Borken.

## Economie
Rhede had van ca. 1890 tot ca. 1985 belangrijke textielindustrie. Op de locaties van de vroegere textielfabrieken en op het grote industrieterrein ten zuidoosten van de stad, aan de B 67, is vooral midden- en kleinbedrijf van lokaal en regionaal belang gevestigd.
In de Bocholter Aa wordt op kleine schaal elektriciteit uit waterkracht opgewekt d.m.v. een vijzelturbine. Deze kan van nabij bekeken worden, want de installatie ligt aan een populaire wandelroute.

## Geschiedenis
In 1982 werd bij archeologisch onderzoek een vuistbijl gevonden, die mogelijkerwijs tussen 120.000 en 40.000 jaar vóór de jaartelling door een Neandertaler is gemaakt van een dijbeenbot van een mammoet. Een andere belangrijke, in 1902 gedane,  archeologische vondst, uit de periode van de Urnenveldencultuur, gedateerd tussen 1250 en 750 jaar vóór de jaartelling, dus in de late Bronstijd,  is het Grafveld van Rhede (locatie: Winkelhauser Heide). In het grafveld zijn sporen van 180 gecremeerde stoffelijke resten van mensen gevonden. Daarvan waren 41 mensen in urnen bijgezet. Er zijn sporen gevonden van grafgiften, die echter opzettelijk mee verbrand of bij het dodenritueel stukgeslagen zijn.
In de klassieke oudheid en vroege middeleeuwen woonden hier Germaanse stammen, vermoedelijk achtereenvolgens Bructeren, Chamaven en Franken. Waarschijnlijk lag Rhede langs de oostgrens van het oude gewest Hamaland. Ten tijde van Karel de Grote liet de missionaris Liudger hier een abdij stichten. Wellicht is de plaats Rhede genoemd naar een heer Werner von Rethe, een ministeriaal (vazal) van de  prinsbisschop van Münster, die vanaf ongeveer 1200 over dit gebied zowel het kerkelijke gezag als de wereldlijke macht uitoefende. Een zoon van genoemde Werner, Gerlach Bitter, liet een kasteel bouwen op de locatie van het huidige Schloss Rhede. Rhede ontwikkelde zich nog niet tot een stad. Daarvoor lag de handelsstad Bocholt te dichtbij. Wel ontwikkelde zich in de plaats een textielnijverheid, vanaf de 17e eeuw in thuiswerk, vanaf het eind van de 19e eeuw in fabrieken. Rhede had te lijden van plunderingen e.d. in de Tachtigjarige Oorlog en de daarvan niet te scheiden Dertigjarige Oorlog (tot 1648). Vooral een pestepidemie in 1636 kostte velen in Rhede het leven. 
Het midden van de 19e eeuw was een periode met veel armoede. De bevolking van Rhede daalde, mede door emigratie naar Amerika. Economische vooruitgang begon met de aansluiting van Rhede op het spoorwegnet (1902). Deze spoorlijn naar Münster is overigens in 1974 voor reizigersvervoer en in 1991 voor goederenvervoer opgeheven; de rails zijn op grote delen van het traject ook verwijderd. Van 1924 tot 1983 was tegenover het kasteel van Rhede een grote onderwijsinstelling voor plattelandsmeisjes in gebruik. Deze ging uit van het St.-Goedeleklooster van de Missiezusters van Steyl, en heeft veel voor het onderwijs aan meisjes in de regio betekend.
In de Tweede Wereldoorlog is Rhede enkele malen door geallieerde luchtbombardementen getroffen. Het aantal doden , dat hierbij was te betreuren, loopt vermoedelijk in de honderden.
In 1975 verkreeg Rhede van de regering van de deelstaat Noordrijn-Westfalen het stadsrecht.

## Bezienswaardigheden, recreatie
- Rondom Rhede, dat in het Münsterland ligt, zijn uitgebreide mogelijkheden voor, ook meerdaagse, fietstochten. De fietsmogelijkheden vormen de voornaamste reden voor toeristen om de gemeente te bezoeken. Eén van de door Rhede lopende routes is de 100 Schlösser Route.
- Ten oosten van Rhede en ten noorden van het industrieterrein is een groot bos gelegen, dat zich leent voor wandelingen. Ook nordic walking is te Rhede populair; hiervoor zijn drie routes uitgezet.
- De Sint-Goedelekerk te Rhede  (voltooid in 1901) is bezienswaardig.
- Kasteel Schloss Rhede (bouwjaar van het huidige gebouw: 1564) is in de 21e eeuw ingrijpend gerestaureerd. Het kasteel is privé bewoond[5] en kan niet worden bezichtigd. Dit geldt ook voor het park eromheen.
- Apothekersmuseum, gevestigd in een huis uit 1923 in het centrum van Rhede ('s middags geopend)

## Afbeeldingen

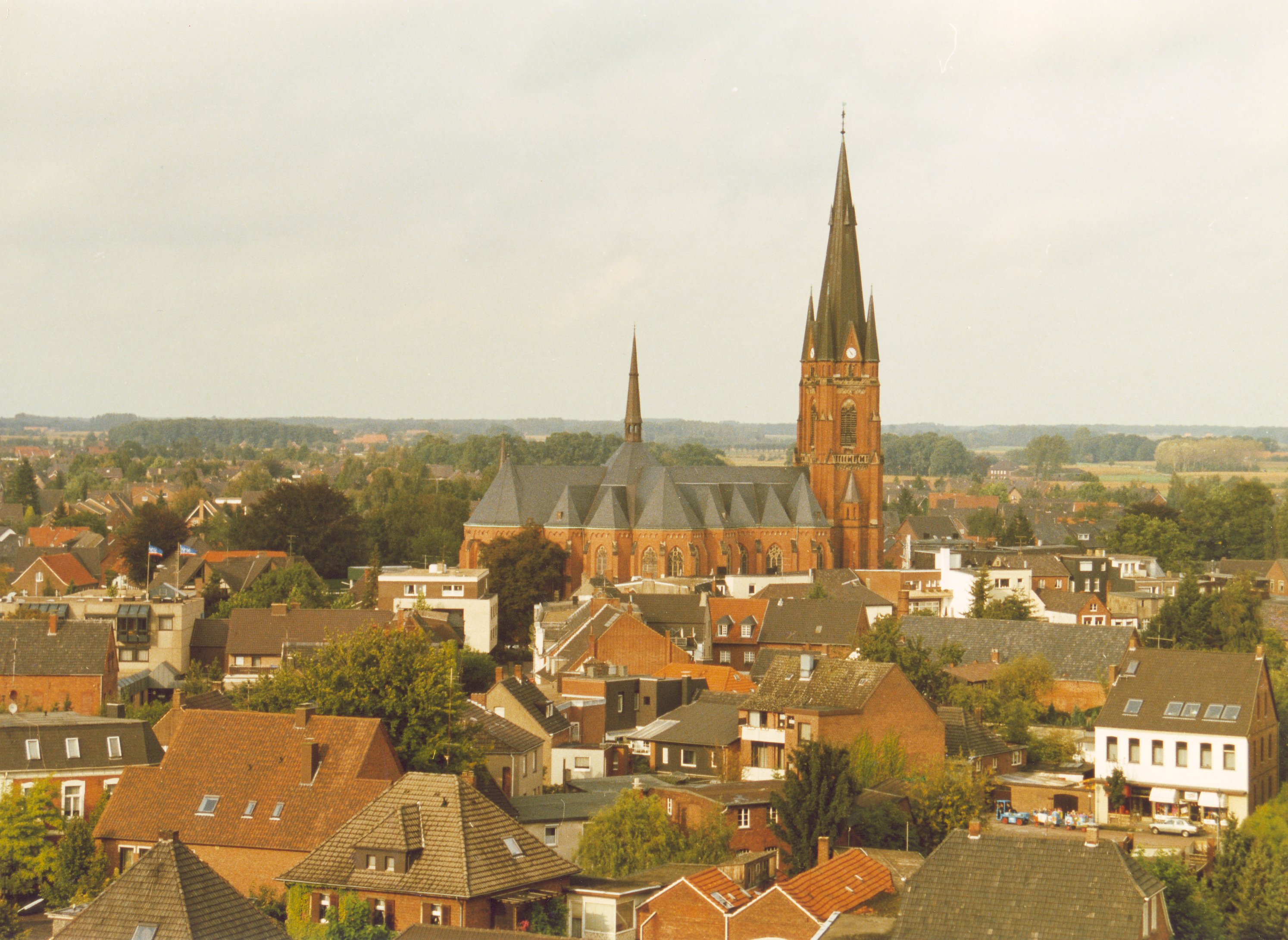
Centrum Rhede met Gudulakirche
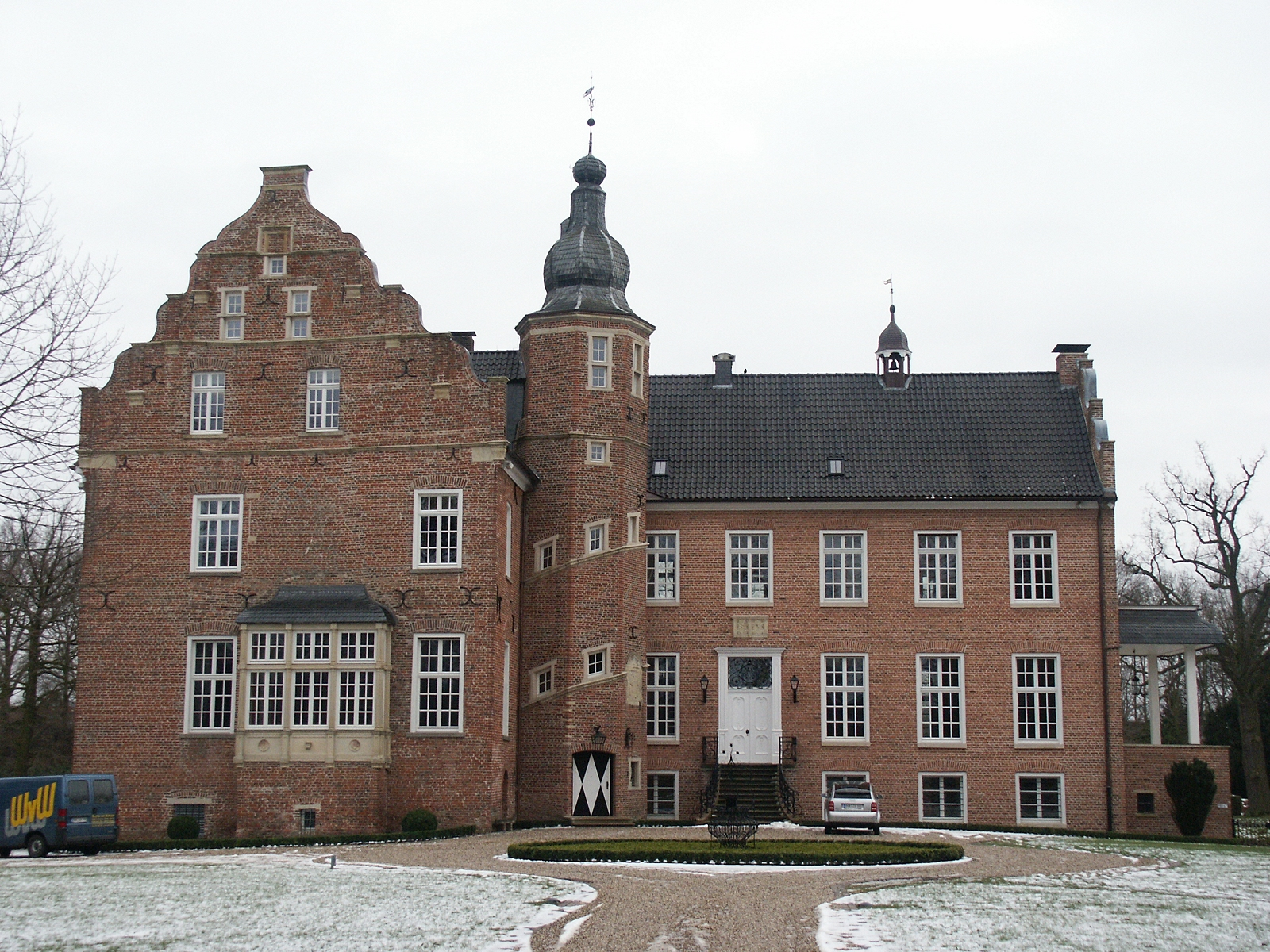
Schloss Rhede (1)
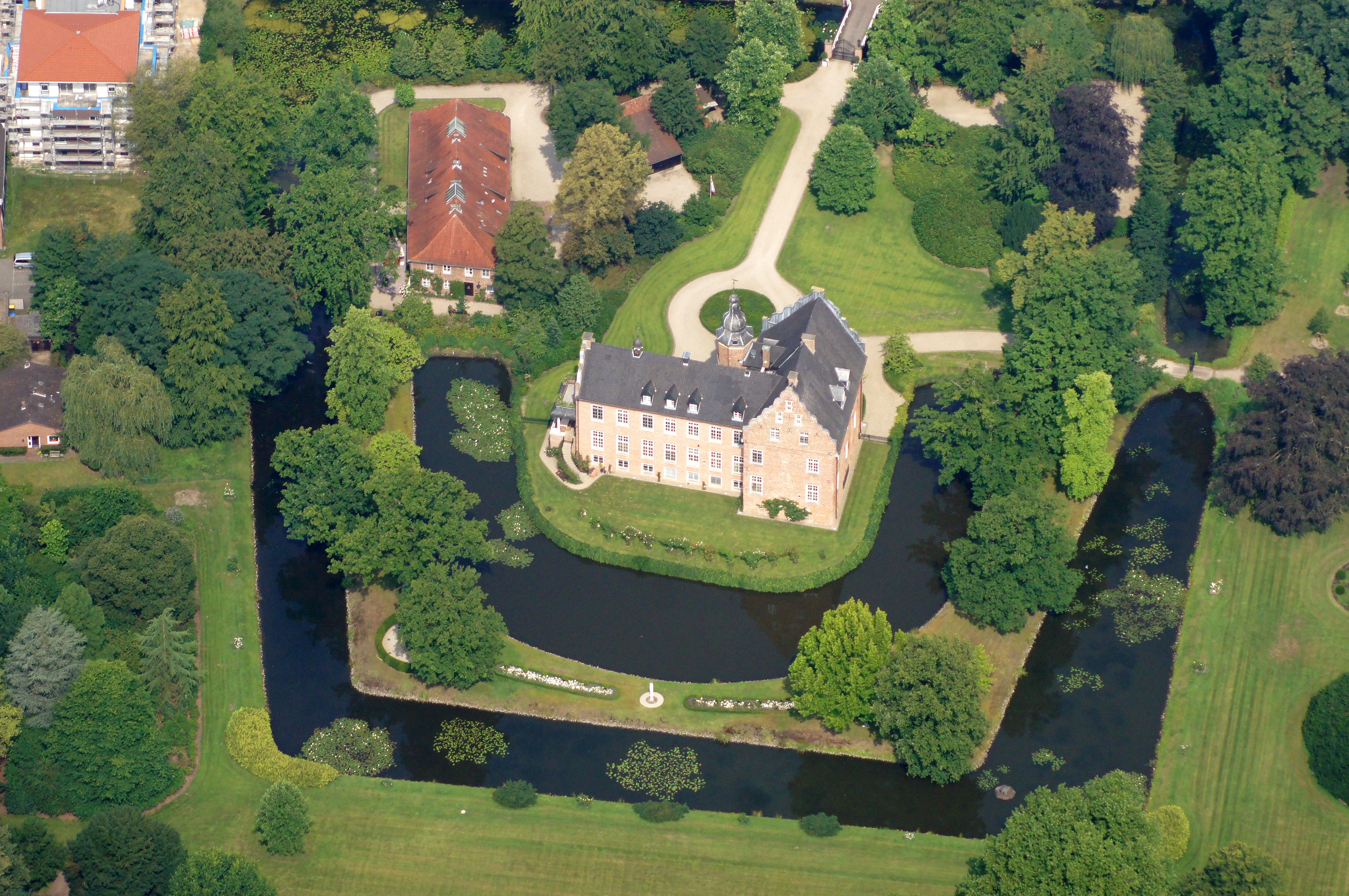
Schloss Rhede (2)
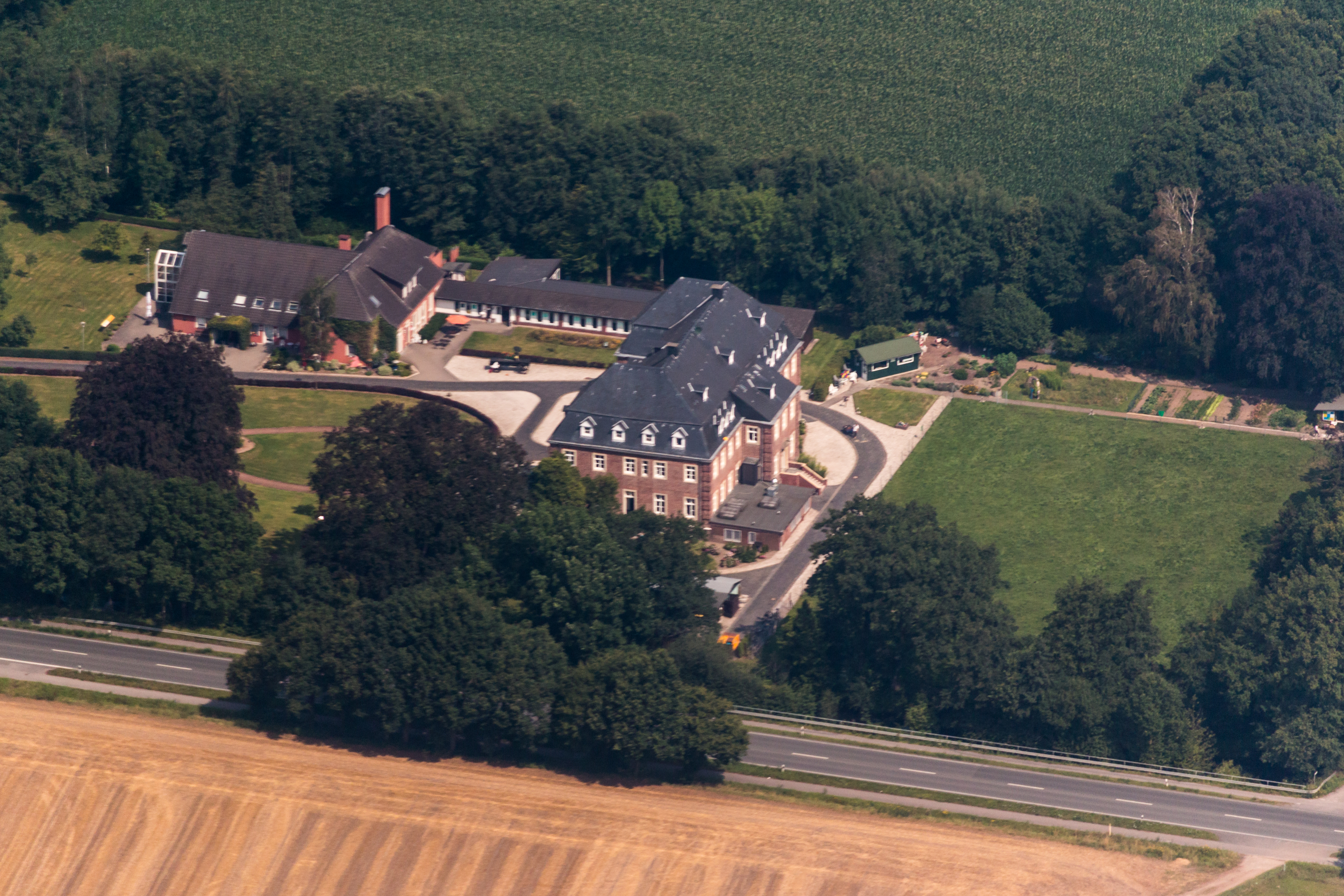
Haus Tenking (verpleeghuis)
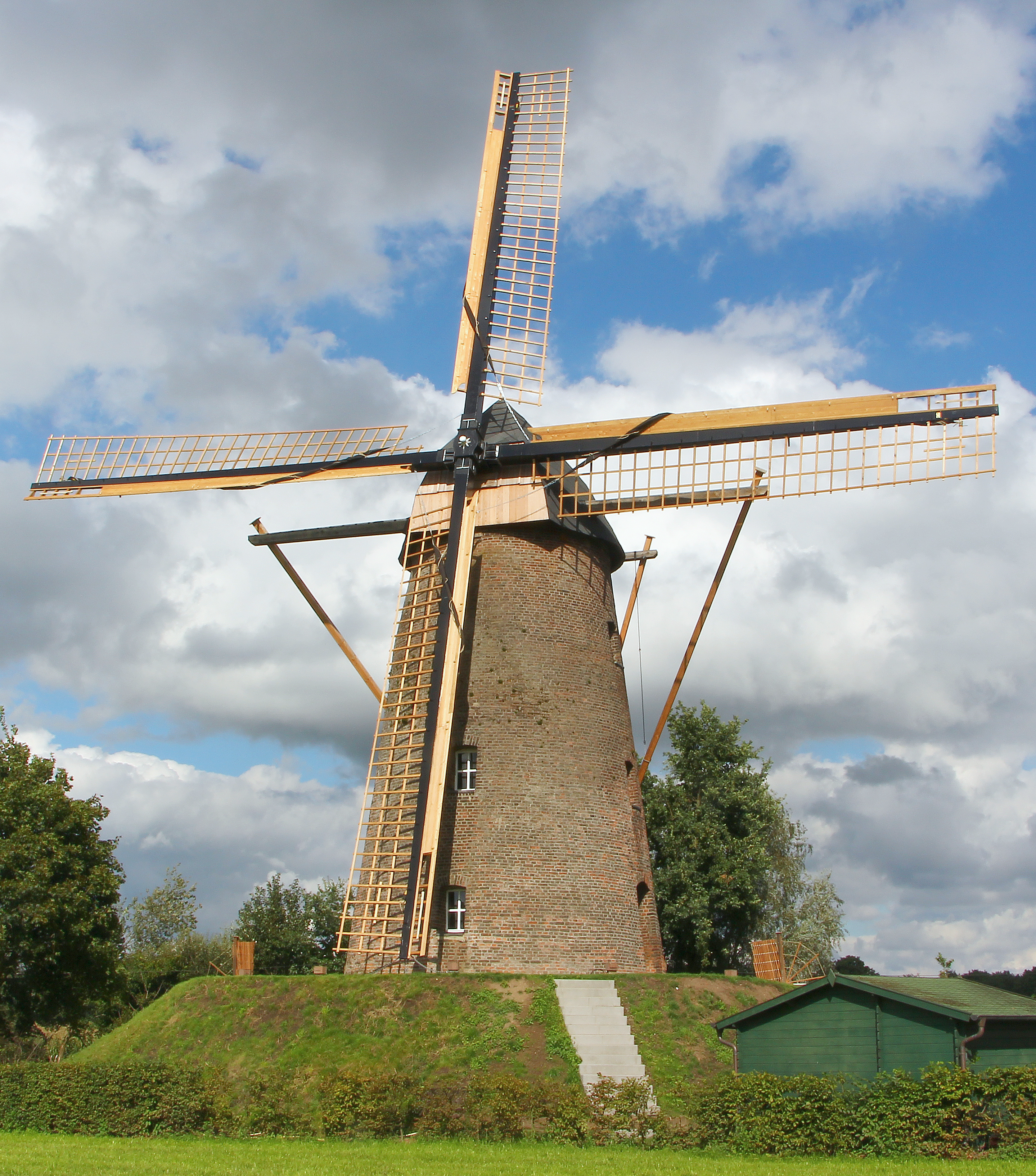
Windmolen Habers, Krommert

## Personen in relatie tot de gemeente

### Geboren te Rhede
- Franz August Schmölders, geboren 28 november 1809, overleden te Breslau op 21 februari 1880, belangrijk Duits taalgeleerde, groot kenner van o.a. de Arabische taal
- Michael Roes, geboren 7 augustus 1960, veelzijdig Duits schrijver, filmproducer, psycholoog, filosoof en antropoloog, maakte veel producties over de interacties tussen enerzijds de westerse wereld en anderzijds o.a. de Arabische wereld en China
- Ulrike Tillmann, geboren 12 december 1962, Duits wiskundige
- Hendrik Wüst, geboren 19 juli 1975, Duits politicus (CDU), sinds 2021 minister-president van de deelstaat Noordrijn-Westfalen

### Overigen
- Simon Terodde, geboren te Bocholt op 2 maart 1988, profvoetballer, speelde als kleine jongen jarenlang bij clubs uit Krechting en Rhede.

## Varia
- Rhede onderhoudt een jumelage met de in Frankrijk gelegen stad La Ferté-Saint-Aubin.
- Sedert 1981 is Rhede een van de steden in Duitsland, waar aan de atletiek bijzonder belang wordt gehecht. De plaats werd toen uitgeroepen tot Bundes- und Landesstutzpunkt für Leichtathletik. Jaarlijks vinden er atletiekwedstrijden plaats, waaraan soms ook Nederlanders en Belgen deelnemen.

Ahaus · Bocholt · Borken ·
Gescher · Gronau · Heek · Heiden · Isselburg · Legden · Raesfeld · Reken · Rhede · Schöppingen · Stadtlohn · Südlohn · Velen · Vreden